# Gare de Nonant-le-Pin
La gare de Nonant-le-Pin est une gare ferroviaire française, désormais fermée, de la ligne de Saint-Cyr à Surdon, située sur le territoire de la commune de Nonant-le-Pin, dans le département de l'Orne, en région Normandie.
Un service de transport à la demande assure la substitution de la desserte ferroviaire.

## Situation ferroviaire
Établie à 200 mètres d'altitude, la halte de Nonant-le-Pin est située au point kilométrique (PK) 172,387 de la ligne de Saint-Cyr à Surdon, entre les gares du Merlerault et de Surdon.

## Histoire
Elle est mise en service le 5 août 1867, avec l'ouverture de la voie entre la gare de L'Aigle et la gare de Surdon. Le bâtiment voyageurs a été vendu.

## Service des voyageurs
Un service routier de transport à la demande TER Normandie assure la substitution de la desserte ferroviaire, qui a été supprimée en décembre 2019[réf. nécessaire] dans cette halte.